# Great Dunmow
Great Dunmow ist eine Stadt und eine Civil parish im District Uttlesford in der Grafschaft Essex, England. Great Dunmow ist 17 km von Chelmsford entfernt. Das Gemeindegebiet umfasst die Ortschaften Church End, Philpot End und Pharisee Green. Im Jahr 2019 hatte die Stadt 9006 Einwohnern und die Civil Parish im Jahr 2011 einen Einwohnerstand von 10.333.
Great Dunmow liegt an der Stane Street, einer Römerstraße. Die A120 ist als Umgehung um die Ortschaft geführt. Die Pfarrkirche ist der Heiligen Maria gewidmet.

## Söhne und Töchter der Stadt
- Jonathan Albon, Langstreckenläufer
- Tom Dodd-Noble (* 1955), britischer Unternehmer und Autorennfahrer